# Kas de Wit
Kas de Wit (Nijmegen, 26 juli 2003) is een Nederlands voetballer die doorgaans als aanvallende middenvelder speelt. Hij maakte in de zomer van 2025 de overstap van N.E.C. naar TOP Oss.

## Clubcarrière

### N.E.C.
De Wit speelde tussen 2010 en 2012 in de jeugd bij RODA '28 uit Winssen, voordat hij de overstap maakte naar de jeugdopleiding van N.E.C. Voorafgaand aan het seizoen 2021/22 tekende hij zijn eerste profcontract bij N.E.C.  Op 7 augustus 2022 zat hij voor het eerst bij de wedstrijdselectie, maar tegen FC Twente kwam hij niet tot zijn debuut. In de winterstop mocht hij mee op trainingskamp, maar door de concurrentie van Oussama Tannane had hij zijn debuut nog niet gemaakt.  Hoewel zijn contract de volgende zomer met twee jaar werd verlengd,  zat hij het seizoen erop slechts twee keer bij de wedstrijdselectie, zonder zijn debuut te maken. Hoewel hij als talent te boek stond bij N.E.C., zou hij dat ook nooit gebeuren. Aan het einde van het seizoen 2024/25 verliet hij N.E.C. transfervrij.

### TOP Oss
Op 20 juni 2025 maakte TOP Oss bekend dat het De Wit transfervrij zou overnemen van N.E.C. Hij tekende een contract voor twee seizoenen, met een optie voor nog een seizoen. Hij maakte op 8 augustus als invaller tegen MVV Maastricht zijn debuut voor TOP Oss en in het profvoetbal, door een kwartier voor het einde Mart Remans te vervangen. Twee minuten voor het einde was hij direct goed voor zijn eerste doelpunt.

## Clubstatistieken
| Seizoen | Club    | Competitie     | Competitie | Competitie | Beker | Beker | Overig | Overig | Totaal | Totaal |
| Seizoen | Club    | Competitie     | Wed.       | Dlp.       | Wed.  | Dlp.  | Dlp.   | Dlp.   | Wed.   | Dlp.   |
| ------- | ------- | -------------- | ---------- | ---------- | ----- | ----- | ------ | ------ | ------ | ------ |
| 2022/23 | N.E.C.  | Eredivisie     | 0          | 0          | 0     | 0     | –      | –      | 0      | 0      |
| 2023/24 | N.E.C.  | Eredivisie     | 0          | 0          | 0     | 0     | –      | –      | 0      | 0      |
| 2024/25 | N.E.C.  | Eredivisie     | 0          | 0          | 0     | 0     | –      | –      | 0      | 0      |
| 2025/26 | TOP Oss | Eerste Divisie | 1          | 1          | 0     | 0     | 0      | 0      | 1      | 1      |
| Totaal  | Totaal  | Totaal         | 1          | 1          | 0     | 0     | 0      | 0      | 1      | 1      |

Bijgewerkt t/m 9 augustus 2025.